# Ostrovská píseň

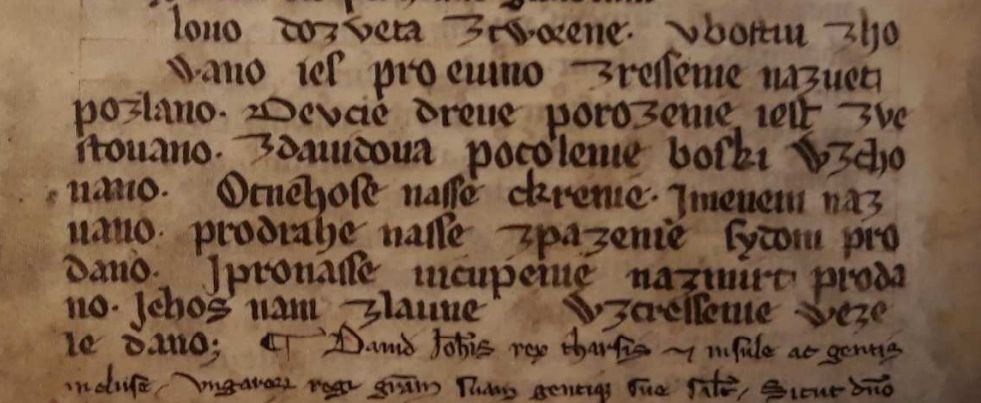
Rukopis Ostrovské písně

Ostrovská píseň (též Slovo do světa stvořenie) je staročeská píseň napsaná někdy v letech 1260–1290. Náleží do žánru duchovní lyriky. Jedná se o nejstarší dochovaný česky psaný text.
Zachovala se ve sborníku, jenž dříve patřil klášteru sv. Jana Křtitele na Ostrově, kde byla původně píseň zřejmě i sepsána. Tento rukopis je uchováván v Knihovně pražské metropolitní kapituly.
Ostrovskou píseň tvoří 16 veršů uspořádaných do čtyř slok. Verše přesně zachovávají schéma 8a5b8a5b, rýmy procházejí celou písní. Byť se nezachoval notový zápis, Josef Vintr se domnívá, že byla zpívána. Píseň však nezlidověla, poněvadž je podle literárních historiků Josefa Hrabáka a Bohuslava Havránka buď obsahově složitá, anebo nebyla určena ke zpěvu. Ve středověké latinské hymnografii dosud nebyl nalezen zpěv s tím to veršovým schématem, jehož melodie by hypoteticky mohla být i melodií Ostrovské písně.[zdroj?]
Tématem písně je stručné vyjádření Kristova vykupitelského díla. Podle Pavla Trosta se v ní projevuje „mystika Slova“ – logu, který byl „do světa stvořenie v božství schován“, při stvoření světa však z božství „vystoupil“ a stal se formou stvořených věcí.
Píseň měla dle Josefa Vintra posloužit i k oslavě svátku Božího těla. Z písně vyzařují i vlivy latinského básnictví.

## Text[7]
Slovo do světa stvořenie

v božství schováno,

jež pro Evino shřěšenie

na svět posláno.

Dievcě dřéve porozenie

jest zvěstováno,

z Davidova pokolenie

božsky vzchováno.

Ot ňehože naše krščenie

jmenem nazváno,

pro drahé naše spasenie

Židóm prodáno.

I pro naše vykúpenie

na smrt prodáno,

jehož nám slavné vzkřiešenie

vesele dáno.